# Radio Deegay
DeeGay Radio è un'emittente radiofonica italiana che si rivolge principalmente alla Comunità LGBT.

## Canali
Attraverso il portale web, è possibile accedere a tre canali radio, DeeGay Club, DeeGay Classic e DeeGay Italia.
- DeeGay Club, canale che propone le hit del momento e quelle più note degli anni '2000, con particolare attenzione ai brani più seguiti dalla comunità LGBT.
- DeeGay Classic, canale che propone i grandi classici della musica internazionale dagli anni '60 agli anni '90, con gli artisti particolarmente amati dal pubblico LGBT.
- DeeGay Italia, canale che propone musica italiana del presente e del passato, connotato da una larga presenza di interpreti femminili.

## La storia
Il Progetto DeeGay nasce nel 2001 a Roma su iniziativa di alcuni collaboratori volontari.
Dal 2006 dà l'inizio ufficiale alle trasmissioni regolari.
Dal 2007 trasmetteva tutte le sere in collegamento in diretta dal Gay village di Roma.
Dal 2008 al 2012 la radio seguiva in diretta, con una postazione mobile, tutti i Gay Pride Nazionali e della città di Roma come WebRadio ufficiale delle manifestazioni.
Fino al mese di luglio 2012, DeeGay Radio produceva settimanalmente un importante numero di ore di produzione di programmi in diretta e registrati che trattavano delle problematiche della comunità LGBT italiana, in collaborazione con tutte le più importanti associazioni italiane e agli esponenti pubblici e politici di riferimento.
Dal mese di luglio 2012 si prende la decisione di trasformare completamente sia i canali radio che il portale web.
I canali radio si trasformano completamente in canali musicali ben definite e lo spazio dedicato a programmi e dirette viene completamente rimosso.
Tale scelta genera un enorme innalzamento degli ascolti, tale tendenza è tuttora in costante crescita di mese in mese.
Nello stesso periodo cambia completamente anche il portale: diventa DeeGay.it e si trasforma da un vero e proprio giornale di informazione quotidianamente aggiornato di notizie e recensioni, ad un semplice sito monopagina dove la radio diventa il fulcro della sua esistenza in rete. Dal sito subito si ascoltano i tre canali su qualsiasi piattaforma venga aperto (desktop e mobile).
Dal 1º luglio DeeGay Radio entra a far parte del gruppo LolliRadio (già editore di 7 canali musicali verticali), che la rilancia puntando su un cambio radicale nell'impostazione tecnica e artistica, più vicina a quelle delle maggiori radio Fm europee. La raccolta della pubblicità nazionale viene affidata alla concessionaria TeamRadio, mentre vengono aboliti gli spot locali e i notiziari.
Nel 2024, DeeGay Radio si trasforma ufficialmente in Adoro la Radio. Questo nuovo progetto, che mantiene l’impegno verso la comunità LGBT, si caratterizza per il claim "La colonna sonora della tua giornata è rainbow". I loghi di Adoro la Radio sono stati realizzati dalla LBCOMPANY, agenzia grafica specializzata nel settore radiofonico e musicale.